# اثر کبرا
اثر کبرا (Cobra effect) زمانی رخ می‌دهد که راه‌حل احتمالی یک مسئله در واقع آن مشکل را بیشتر می‌کند. این نمونه از عواقب ناخواسته در مسائل است.

## ریشه

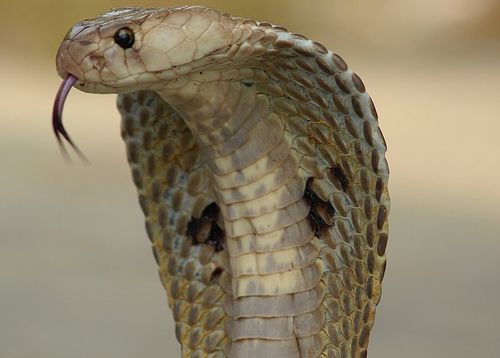
مار کبرای هندی

زمانی که هند مستعمره انگلیس بود، تعداد مارهای کبرا به شدت در دهلی زیاد شد. چنین پیشامدی خطرات بسیاری را برای شهروندان و ساکنین این شهر ایجاد می‌کرد. دولت وقت برای غلبه بر این مشکل شروع به پاداش دادن به تحویل‌دهندگان مارهای مرده کرد. در ابتدا این طرح با موفقیت زیاد شروع به کار کرد و فرض بر این بود رفته رفته باید مارها کم بشوند اما تعداد مارها بیشتر می‌شد. در نهایت مشخص شد بسیاری از افراد به طمع کسب درآمد بیشتر مشغول پروش مارهای کبرا شده‌اند. تاریخدان معاصر مایکل ون مدعی است که ادعای مرتبط با زیاد شدن مارهای کبری قابل اثبات نیست و پیشنهاد کرده‌است اسم این پدیده - به خاطر مورد مشابه در ویتنام - به اثر موش تغییر کند.